# Nyamira County
Nyamira County is een county en voormalig Keniaans district. Het district telt 498.102 inwoners (1999) en heeft een bevolkingsdichtheid van 556 inw/km². Ongeveer 4,9% van de bevolking leeft onder de armoedegrens en ongeveer 69% van de huishoudens heeft beschikking over elektriciteit.